# مقاطعة خوانسار
مقاطعة خوانسار (بالفارسية: شهرستان خوانسار) هي إحدى مقاطعات محافظة أصفهان في إيران. عاصمة المقاطعة هي خوانسار. حسب تعداد 2011، بلغ عدد السكان 32,423 نسمة.